# Михайлюк Олексій Григорович
Олексі́й Григо́рович Михайлю́к (*15 березня 1920, Велика Вільшанка — †1994) — український педагог-історик.

## Біографічні відомості
Народився 15 березня 1920 року в селі Велика Вільшанка Васильківського району Київської області в селянській родині. У 1937 році закінчив Білоцерківське педагогічне училище. У 1937–1939 роках працював у середній школі в селі Покащів Ємільчинського району Житомирської області і водночас заочно навчався у Житомирському інституті.
З осені 1939 року проходив дійсну військову службу, був учасником Другої світової війни. Після демобілізації навчався на історичному факультеті Київського педінституту імені М. Горького. Відтоді праця О. Г. Михайлюка тісно пов'язана з вивченням та викладанням історії. Захистив у 1951 році кандидатську дисертацію на тему «Селянський рух на Лівобережній Україні в 1905–1907 рр.».
У вересні 1955 року О. Г. Михайлюк розпочав роботу в Луцькому державному педагогічному інституті імені Лесі Українки. Працював деканом історичного факультету, завідувачем кафедри історії СРСР та УРСР, проректором з наукової роботи.
У 1968 році Олексій Григорович Михайлюк захистив докторську дисертацію на тему «Селянський рух на Лівобережній Україні між двома буржуазно-демократичними революціями (червень 1907 — лютий 1917 рр.)» а в 1972-му був затверджений у вченому званні професора.
Помер Олексій Михайлюк у липні 1994 року.

## Праці
Михайлюк — автор близько 160 наукових статей і п'яти монографій.
Колективні праці, створені під науковим керівництвом Олексія Михайлюка:
- «Історія міст і сіл УРСР: Волинська область» (1970);
- «Історія Волині: з найдавніших часів до наших днів» (О. Г. Михайлюк, І. В. Кічий, М. Д. Півницький та ін., 1988);
- Ілляшенко Я., Михайлюк О., Оксенюк Р. «Луцьк: Історико-краєзнавчий нарис» (1974);
- Михайлюк О. Г., Кічий І. В. «Історія Луцька» (1991).

## Громадська діяльність
О. Г. Михайлюк вів громадсько-політичну роботу. 13 років він очолював Луцьку міську організацію товариства «Знання», двічі обирався депутатом Волинської обласної ради депутатів трудящих.

## Відзнаки і нагороди
За плідну наукову роботу Олексій Михайлюк був нагороджений 6-ма медалями, Грамотою Президії Верховної Ради УРСР, йому було присвоєно почесне звання заслуженого працівника вищої школи УРСР, він став лауреатом премії імені Д. Яворницького (1993).

## Праці
1. Михайлюк О. Г. Більшовики України в боротьбі за селянство (1905 — лютий 1917). — Львів: Вид-во Львів. ун-ту, 1967. — 140 с.
2. Михайлюк О. Г. Волинське товариство дослідників Волині // Минуле і сучасне Волині: Краєзнавство: історія, здобутки; перспективи: Тези доп. та повідомл. ІІ регіонал. «Велика Волинь» і VI обл. іст.-краєзн. конф. — Луцьк, 1992. — С. 15-16.
3. Михайлюк О. Г. Джерела для вивчення соціально-економічного становища селян Волинської губернії напередодні і в роки першої світової війни // Минуле і сучасне Волині: Проблеми джерелознавства: Тези доп. та повідомл. VII Волин. іст.-краєзн. конф. — Луцьк, 1994. — С. 97-101.
4. Михайлюк О. Г. Історико-краєзнавча і культурно-освітня діяльність братства на Волині // Тези наукової конференції до 100-річчя Волинського єпархіального давньосховища. — Житомир, 1993. — С. 8-9.
5. Михайлюк О. Г. Історичне краєзнавство на Волині в 1921–1939 рр. // Волинський музей. Історія і сучасність: Тези та матеріали І наук.-практ. конф., присвяч. 65-річчю Волин. краєзн. музею та 45-річчю Колодяжнен. літ.-матеріал. музею Лесі Українки. — Луцьк, 1997. — С. 7-8.
6. Михайлюк О. Г. Історія Луцька / О. Г. Михайлюк, І. В. Кічий. — Львів: Світ, 1991. — 192 с.

Михайлюк О. Г. Луцьке товариство ім. Лесі Українки — культурно-освітній осередок Волині // Тези конференції, присвяченої «Атласу історії культури Волинської області». — Луцьк, 1991. — С. 73-79.
1. Михайлюк А. Г. Рабочее движение на Волыни в 1905 г. // Рабочий класс Украины в общем российском революционно-освободительном движении: Сб. науч. трудов. — К., 1988. — С. 137–145.
2. Михайлюк О. Г. Розвиток історичних досліджень на Волині за роки радянської влади // Минуле і сучасне Волині: Тези доп. та повідомл. ІІІ Волин. іст.-краєзн. конф. — Луцьк, 1989. — С. 102–105.
3. Михайлюк О. Г. Селянський рух на Волині в 1917 році // Наукові записки Луцького педінституту. — Луцьк, 1957. — Т.7. — С. 89-100.
4. Михайлюк О. Г. Селянський рух у Волинській губернії в 1905 році // Велика Волинь: минуле і сучасне: Матеріали міжнар. наук.-краєзн. конф. — Хмельницький, 1994. — С. 139–142.
5. Михайлюк О. Г. Участь міського населення Волині у Визвольній війні 1648–1654 рр. // Актуальні проблеми розвитку міст. та міського самоврядування: Історія і сучасність: Тези міжнар. наук.-практ. конф. — Рівне, 1993. — С. 103–104.
6. Ілляшенко Я. Луцьк: Іст.-краєзн. нарис / Я. Ілляшенко, О. Михайлюк, Р. Оксенюк. — Львів: Каменяр, 1974. — 63 с.
7. Історія Волині: З найдавніших часів до наших днів / О. Г.  Михайлюк,  І.  В.Кичій,   М.  Д.  Півницький   та ін.  — Львів: Вища шк., 1988. — 238 с.
8. Історія міст і сіл УРСР: Волинська обл. — К.: Вид-во АН УРСР, 1970. — 746 с.

О. Г. Михайлюк — член редколегії і автор багатьох нарисів.
1. Луцьк: (Нарис історії міста) / Авт.: О. Г. Михайлюк, Р. Н. Оксенюк, В. О. Замлинський та ін. — Луцьк, 1959. — 119 с.
2. Луцький державний педагогічний інститут ім. Лесі Українки: Нарис історії / Авт. колектив: О. Г. Михайлюк, Б. Й. Заброварний, В. О. Кудь, Л. К. Українець. — Львів: Світ, 1992. — 88 с.